# Петър Петров (оперен певец, р. 1919)
Вижте пояснителната страница за други личности с името Петър Петров.
Петър Георгиев Петров е български оперен певец – баритон. Определян от изследователите на българската оперна история като „един от стълбовете на националната ни сцена“ от средата на ХХ век. Добива известност най-вече с дуетната си песен с Маргрет Николова „Любили сме, любили“ и старата градска песен „О, спомняте ли си, госпожо“.

## Биография
Петър Петров е роден на 12 април 1919 г. в София. Завършва средно музикално училище в класа на Тодор Въжаров със специалност „Цигулка“. Завършва го през 1938 г. Пее в хорове още като гимназист – по-късно ще пее като солист на прославения мъжки хор „Гусла“. Служи в армията. От 1940 до 1946 г. е частен ученик на Събчо Събев (1899 – 1950). Той поставя гласа му отлично и това му позволява дълги години да пее тежкия класически репертоар без да има проблеми. Междувременно работи като хорист и солист на Ансамбъла на Българската армия. През 1947 г. дебютира на сцената на Варненската опера. Там продължава да работи със своя бележит педагог Събчо Събев. От Софийската опера го канят на няколко пъти за гастроли, които минават успешно. На 8 юли 1948 г. дебютира в Софийската опера в ролята на Жорж Жермон от Вердиевата „Травиата“ – първата му голяма и много успешна роля, където, според музикалния критик Огнян Стамболиев: „при все че изпълнява редица централни роли, не е от „звездите“ и „премиерните“ певци – просто години наред носи с чест и отговорност текущия репертоар и винаги е на разположение на театъра като един от основните и най-стабилните артисти“. Следват роли от Риголето от едноименната опера – партия, която го утвърждава като водещ солист в София, и десетки централни баритонови роли – в „Отело“, „Аида“, „Набуко“, „Бал с маски“, „Дон Карлос“, „Бохеми“, „Мадам Бътерфлай“, „Палячи“, „Лучия ди Ламермур“, „Дон Паскуале“, „Фауст“, „Кармен“, „Манон“, „Питър Граймз“. Руският репертоар на Петър Петров също е впечатляващ – творби на Даргомижки, Мусоргски, Римски-Корсаков, Чайковски, Прокофиев, Кабалевски. Участвал е в сценични реализации на опери от Панчо Владигеров, Веселин Стоянов, Парашкев Хаджиев, Любомир Пипков. Едно от най-ярките му постижения от българския репертоар е партията на Ивайло от едноименната опера на Марин Големинов. Най-ярките отличителни черти на певеца са изравненият глас, красивият тембър, изключително отчетливата дикция и артикулация и прекрасното „медзавоче“.
Повече от три десетилетия баритонът Петър Петров пее предимно в София, гостува рядко в чужбина, главно със състава на Операта, а сам – единствено на „Пражка пролет“ (1958) и в СССР (1959).
През 1969 г. в дует с Маргрет Николова записва поп песента „Любили сме, любили“ (м. Атанас Бояджиев, т. Богомил Гудев). Тя е победител в конкурса „Мелодия на годината“ за 1969 г. В дует с Маргрет Николова записва и редица стари градски песни: „Двата бука“, „Сладуно моме“, „Мила мамо, напиши ми“, „Люляк ме облъхва“, „Песен за рибаря“, „Тихо полъхва вечерник прохладен“, „Аз ти постилам шарени черги“, „Кръвта тече“, „Не оседлал още коня дуралия“ и др. Записва и стара градска песен в дует с Мария Михайлова – „Капят жълтите листа в гората“. Самостоятелно е записал старите градски песни „Теб те майка ти не дава“, „О, спомняте ли си, госпожо“, „Безумно ледено сърце“ и др.